# 金澤マリコ
金澤 マリコ（かなざわ マリコ、1958年 -）は、日本の小説家、推理作家、学校講師。
千葉県生まれ。上智大学文学部史学科を卒業する。ウェイトレス、発掘作業員、出版社勤務などを経る。不二聖心女子学院高等学校や静岡県立三島北高等学校などで約20年間、講師として世界史の授業を担当している。現在は、沼津工業高等専門学校に非常勤講師として勤務している。
2014年、歴史ミステリー『ベンヤミン院長の古文書』が広島県福山市が主催する第7回ばらのまち福山ミステリー文学新人賞の優秀作に選ばれる。2015年、同作が単行本化され、小説家としてデビューする。
高校生の頃から「物語を書く人になりたい」という夢を抱いていた。2007年頃、作家になることを目指して動き始める。友人の後押しもあって「やりたいことをやってみよう」と思い、帰宅後や休日を使って少しずつ執筆し、5年ほどかけて仕上げたという。

## 作品リスト
- ベンヤミン院長の古文書（2015年11月 原書房）
- 薬草とウィンク（2017年4月 原書房）